# ماسيمو باتشي
ماسيمو باتشي (بالإيطالية: Massimo Paci)‏ (مواليد 9 مايو 1978 في فيرمو - إيطاليا) لاعب كرة قدم إيطالي يلعب حاليا لصالح نادي الدرجة الأولى بارما الإيطالي منذ 2006 في مركز قلب الدفاع . .

## روابط خارجية
- ماسيمو باتشي على موقع الاتحاد الأوربي (الإنجليزية)
- ماسيمو باتشي على موقع قاعدة بيانات كرة القدم.إي يو (الإنجليزية)
- ماسيمو باتشي على موقع Soccerway.com (الإنجليزية)
- ماسيمو باتشي على موقع عالم كرة القدم.نت (الإنجليزية)
- ماسيمو باتشي على موقع كووورة